# Proteina-glutammato O-metiltransferasi
La proteina-glutammato O-metiltransferasi è un enzima appartenente alla classe delle transferasi, che catalizza la seguente reazione:
S-adenosil-L-metionina + proteina L-glutammato ⇄ S-adenosil-L-omocisteina + proteina L-glutammato metil estere
L'enzima genera gruppi esterei con i residui di L-glutammato in un certo numero di proteine di membrana.